# Franziskuskapelle (Attaching)

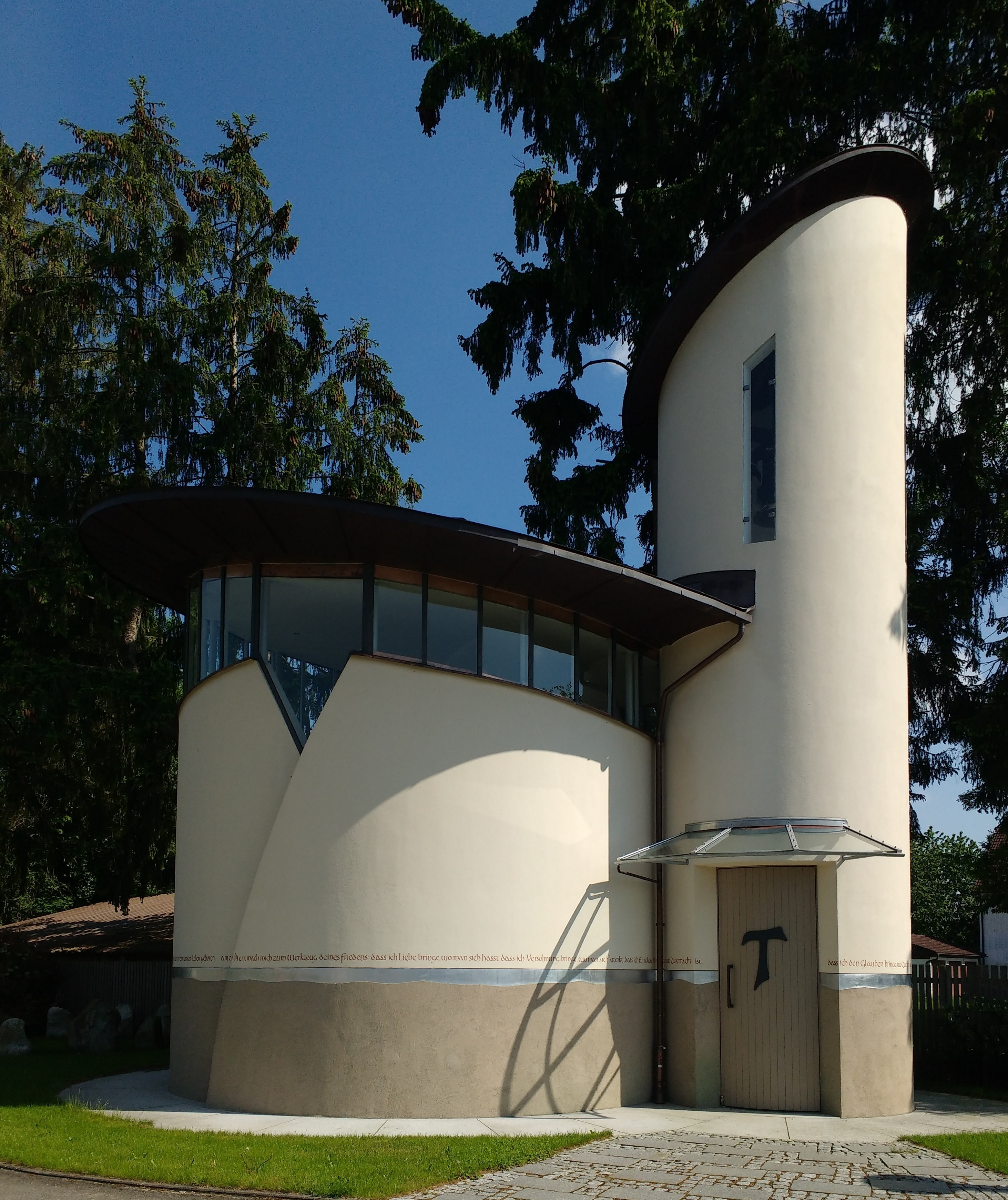
Franziskuskapelle in Attaching

Die Franziskuskapelle ist eine dem heiligen Franziskus gewidmete Kapelle im Freisinger Ortsteil Attaching.
Im März 2008 wurde von Attachinger Bürgern ein Verein mit der Zielsetzung gegründet, im Ort eine Kapelle zu errichten. Die Grundsteinlegung fand am 30. Mai 2010 statt. Das Grundstück, auf dem die Kapelle steht, wurde von der Stadt Freising für einen Euro pro Jahr gepachtet. Die Bauarbeiten dauerten bis 2012 und am 3. Oktober 2012 wurde die Kapelle gesegnet. Errichtet wurde die Kapelle als ein Mahnmal zur Erhaltung der Schöpfung. Der Stadtteil Attaching wäre vom Bau der geplanten dritten Startbahn des Münchner Flughafens stark betroffen.
Die Kapelle besteht aus einem runden Raum mit Pultdach, dessen Mauern sich an einer Stelle überlappen, und einem westlich angebauten Turm, in dem sich auch der Eingang befindet. Unterhalb des Daches umläuft ein Fensterband den Innenraum. Im unteren Bereich zieht sich ein Schriftband mit dem sogenannten Gebet des heiligen Franziskus um das gesamte Gebäude. Der Entwurf stammt vom Kirchenmaler Bernd Flassak.